# 聖約翰座堂 (奧本)
聖約翰座堂（St John's Cathedral），又稱拔摩島的聖約翰座堂（Cathedral Church of St John the Divine），是英國蘇格蘭城鎮奧本的一座教堂。這座教堂修建於1863年至1968年期間。
56°24′58″N 5°28′25″W / 56.41611°N 5.47361°W